# ناکاتسونه، اوئیتا
ناکاتسونه، اوئیتا (به لاتین: Nakatsue) یک منطقهٔ مسکونی در ژاپن است که در کیوشو واقع شده‌است.